# Smartin
Smartin (mađ. Szigetszentmárton) je selo u Mađarskoj.

## Upravna organizacija
Upravno pripada Peštanskoj županiji, u Kovinskom kotaru.

## Zemljopisni položaj
Nalazi se na 47° 13′ 36" sjeverne zemljopisne širine i 18° 57′ 26" istočne zemljopisne dužine, na Čepeljskom otoku.

## Stanovništvo
Smartin ima 1880 stanovnika (2001.).

## Šport
U Smartinu se održava tradicionalni međunarodni nogometni turnir za mlađe kategorije ("ispod 17") u organizaciji Mađarskog nogometnog saveza, na kojem sudjeluju omladinske reprezentacije

## Vanjske poveznice
- (mađ.) Szigetszentmárton a Vendégvárón  Arhivirana inačica izvorne stranice od 13. lipnja 2006. (Wayback Machine)
- (mađ.) Szigetszentmárton a szallas.eu -n  Arhivirana inačica izvorne stranice od 10. veljače 2009. (Wayback Machine)
- (mađ.) Video Szigetszentmártonról – indulhatunk.hu  Arhivirana inačica izvorne stranice od 16. srpnja 2008. (Wayback Machine)